# Onze-Lieve-Vrouw van Fátima

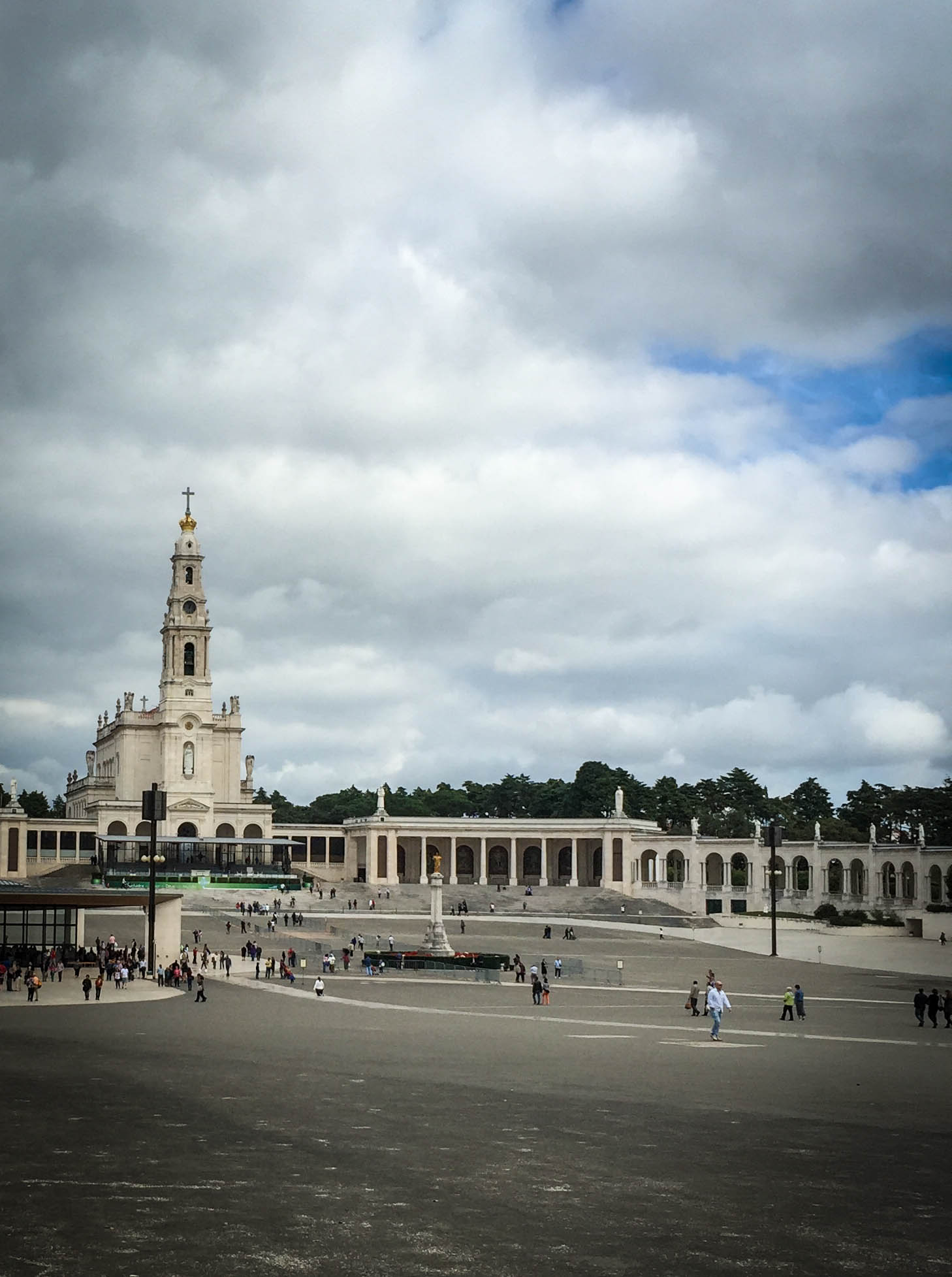
De basiliek van Heiligdom van Fátima.

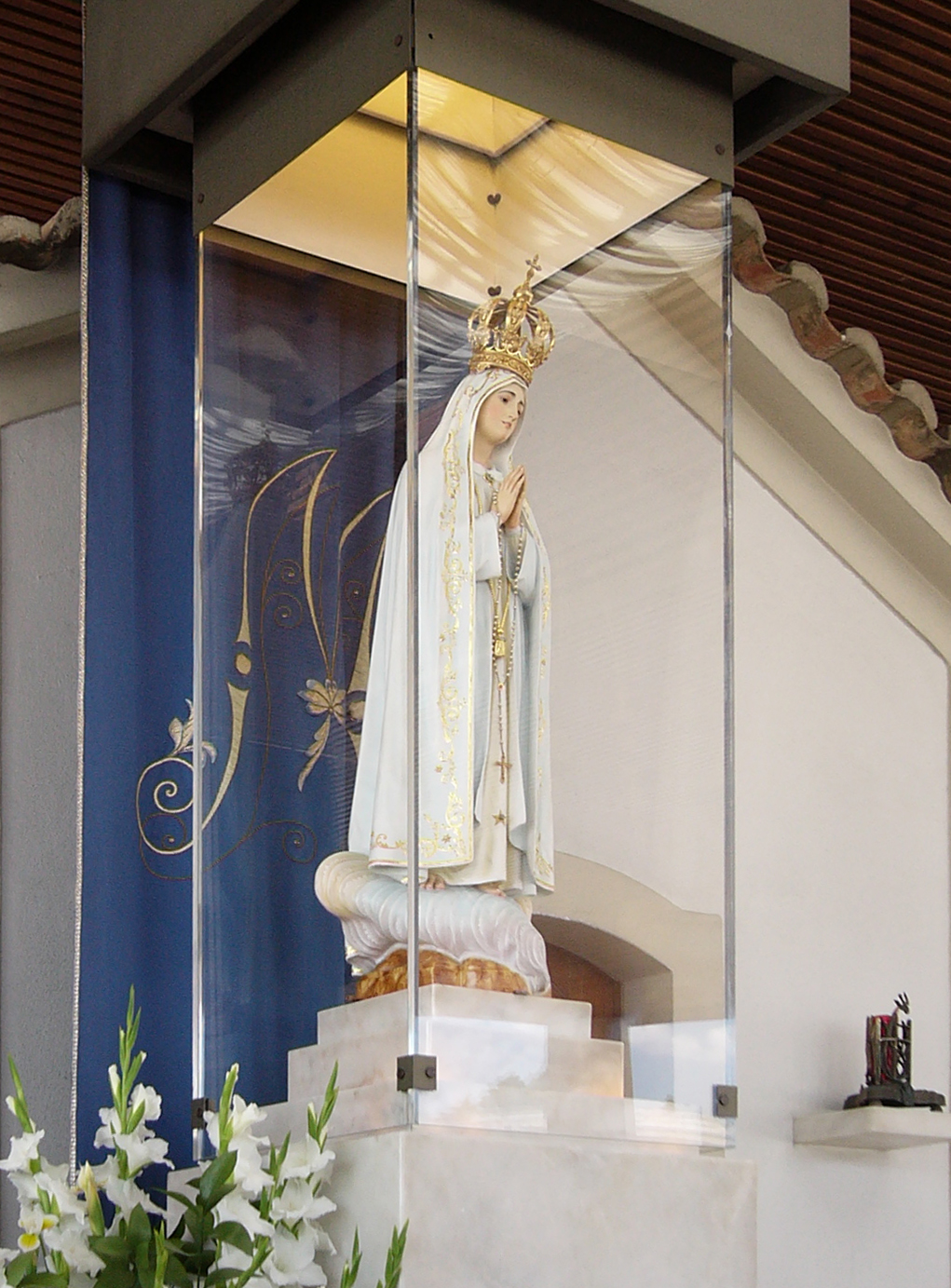
Beeldje van Onze-Lieve-Vrouw van Fátima.

Met Onze-Lieve-Vrouw van Fátima wordt Maria aangeduid die tussen mei en oktober 1917 zes keer zou zijn verschenen aan de drie herderskinderen Lucia, Francisco en Jacinta nabij het Portugese stadje Fátima. Op 13 mei 2017 werden Francisco en Jacinta heilig verklaard door paus Franciscus. 

## Verschijning aan de herderskinderen
De verschijningen van Maria werden voorafgegaan door drie bezoeken van een engel. Op 13 mei 1917 zou Maria voor de eerste keer aan de kinderen verschenen zijn en beloofd hebben elke maand opnieuw op de dertiende te zullen verschijnen. Ze riep de kinderen op om boete te doen en offers te brengen met het doel lijdende zielen uit het vagevuur te helpen en te bidden voor de bekering van zondaars, opdat die niet naar de hel zouden gaan. De kinderen zagen daarom af van eten en drinken op bijzonder warme dagen en droegen een touw om hun middel bij wijze van offer. Ook droeg Maria hen op iedere dag de Rozenkrans te bidden voor de vrede.

### Zaligverklaring
Twee van de drie herderskinderen, de broer en zus Francisco Marto (1908-1919) en Jacinta Marto (1910-1920), werden het slachtoffer van de Spaanse griep. Paus Johannes Paulus II verklaarde hen in 2000 zalig. Het derde herderskind, hun nichtje Lucia dos Santos (1907-2005), trad in 1925 in in een Spaans Karmelietessenklooster. Zij schreef zelf haar herinneringen aan de verschijningen op. Lucia stierf op 13 februari 2005.

## Getuigenverslagen van de verschijningen

### De engel

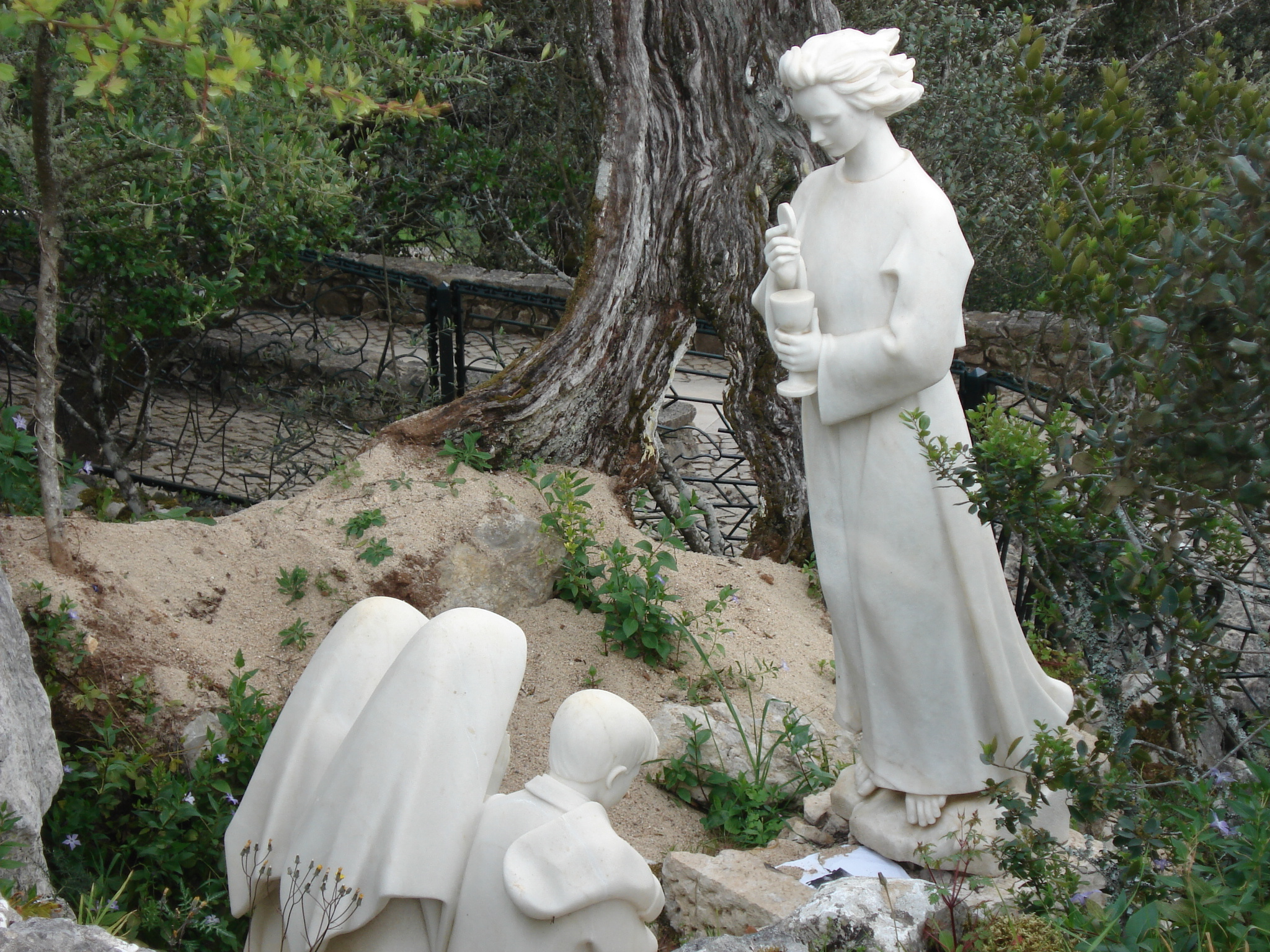
Engel van de Vrede van Fátima.

In het voorjaar van 1916 verscheen (volgens de overlevering) een engel aan drie herdertjes: Lucia, haar neefje Francisco en zijn zusje Jacinta. De engel had het uiterlijk van een jongen van 14-15 jaar badend in stralend licht. Hij zei de kinderen dat zij niet bevreesd moesten zijn: 'Wees maar niet bang! Ik ben de Engel van de Vrede! Bid met mij mee'. Er volgde een tweede verschijning van de engel een paar maanden later in de zomer van 1916. Weer baden ze samen en hij vroeg de kinderen offers te brengen. Bij de derde verschijning in het najaar had de engel een kelk bij zich waarboven een hostie zweefde; enkele druppels Bloed vielen in de kelk. Zij leerden een nieuw gebed en hij gaf de hostie aan Lucia en liet Francisco en Jacinta uit de kelk drinken. Hij zei daarbij het volgende: 'Neem en drink van het Lichaam en Bloed van Jezus Christus, verontwaardigd door ondankbare mensen. Geef eerherstel aan God voor hun misdaden, en vraag om verzoening met God.'
Hij knielde en herhaalde met de kinderen nog driemaal: 'Allerheiligste Drie-Eenheid, Vader, Zoon en Heilige Geest, ik offer U op het kostbaar Lichaam en Bloed, Ziel en Godheid van Jezus Christus onze Heer, vertegenwoordigd in alle heilige tabernakels van de wereld, tot eerherstel van alle beledigingen, heiligschennissen en onverschilligheden waardoor Hij beledigd wordt. Door de oneindige verdiensten van het Heilig Hart van Jezus en het Onbevlekte Hart van Maria, bid ik om de bekering van onze zondaars.'

Daarna verdween de engel.

### Eerste verschijning van Maria

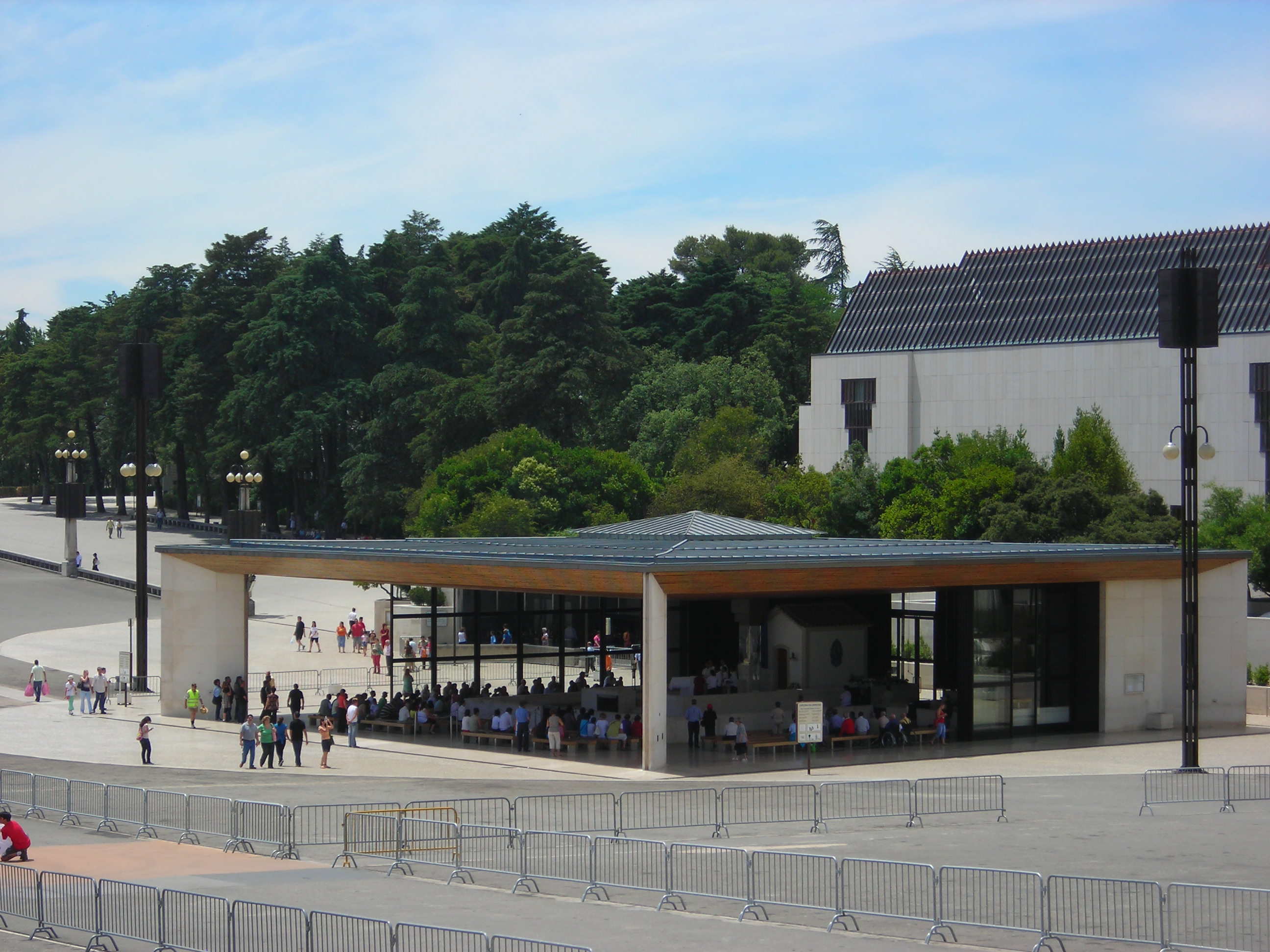
Kapel van Cova da Iria, Fátima.

Dan, in de lente van het jaar daarop, op 13 mei 1917, zou in Fátima, Portugal, een hemelse vrouw aan deze drie herderskinderen verschenen zijn. Na de heilige mis waren de kinderen met hun kleine kudde een heuvel opgeklauterd aan de Cova da Iria, de vallei van Irene geheten. Tegen de middag scheen er onweer aan te komen waarop ze de dieren bijeendreven en de heuvel afdaalden. Ze zagen een bliksemschicht en vervolgens in een fel licht een vrouw, geheel in het wit, boven een jonge eik. Ze stond met de voeten op een wolk op de kruin van het eikenboompje, omstraald door een aureool van licht. Eerst wilden de kinderen vluchten, maar toen zei de Vrouw: ‘Wees niet bang. Ik doe jullie geen kwaad.’ Lucia vroeg haar: ‘Waar komt U vandaan, Mevrouw?’
 Zij antwoordde; ‘Ik kom uit de Hemel.’
 ‘En wat verlangt U van ons?’ vroeg Lucia weer.
 ‘Ik zal elke maand op de 13e terugkomen. In oktober zal ik zeggen wie ik ben en wat ik verlang.’
 De vrouw vroeg hun of ze de komende zes maanden, elke keer op de dertiende daar aanwezig wilden zijn, op dezelfde tijd.
 Vervolgens vroeg de vrouw of de kinderen wilden offeren aan God en of ze bereid waren om te lijden: ‘Wil je pijn verduren voor de bekering van de zondaars om goed te maken wat Onze-Lieve-Heer en het onbevlekt Hart van Maria allemaal wordt aangedaan?’
 De kinderen zeiden dat ze daartoe bereid waren.

‘Dan zul je nog heel wat pijn te doorstaan hebben,’ zegt de Verschijning. ‘Maar de genade Gods zal jullie bijstaan.’
 Bij het afscheid zei ze:
 ‘Bid elke dag een rozenhoedje voor het herstel van de wereldvrede (1917 was gedurende de Eerste Wereldoorlog) en de bekering van de zondaars.’

### Tweede verschijning van Maria
Hoewel de kinderen onderling hadden afgesproken om niets te zeggen, kon Jacinta het niet laten om het toch aan haar moeder te vertellen. Het gerucht van de verschijning in mei verspreidde zich dan ook snel door het dorp. Toen de kinderen in de voormiddag op 13 juni zoals beloofd terugkeerden bij La Cova, waren er zo’n zestig mensen uit het dorp samengestroomd op het veld waar de verschijning plaats zou vinden. Op het ogenblik dat de drie kinderen om twaalf uur neerknielden om zoals gebruikelijk op die tijd de rozenkrans te bidden, zag Lucia bij het tweede rozenhoedje een lichtflits en stond daar plotseling de Verschijning op dezelfde plaats. 
 De aanwezigen hoorden een donderslag en zagen de takken van het eikenboompje bewegen. Lucia sprak ongeveer tien minuten met de Verschijning. Deze drukte de kinderen weer op het hart elke dag het rozenhoedje te bidden. Op de vraag van Lucia of de vrouw hen kon meenemen naar de Hemel, antwoordde ze: ‘Jacinta en Francisco zal ik spoedig meenemen. Maar jij moet langer hier beneden blijven. Jezus wil Zich van jou bedienen zodat mensen mij kennen en beminnen. Hij wil in de wereld de devotie vestigen tot mijn Onbevlekte Hart.’ Droevig vroeg Lucia of ze dan alleen achterbleef. ‘Nee, mijn dochter, ik zal je nooit verlaten. Mijn Onbevlekte Hart zal jouw toevlucht zijn en zal je naar God leiden.’ Volgens Lucia opende de Heilige Maagd haar hand en liet een hart zien dat omcirkeld en doorstoken was met doornen.
 De omstanders zagen hoe de kinderen reageerden, maar de Verschijning zelf namen ze niet waar, aldus getuigenverklaringen.

### Derde verschijning van Maria

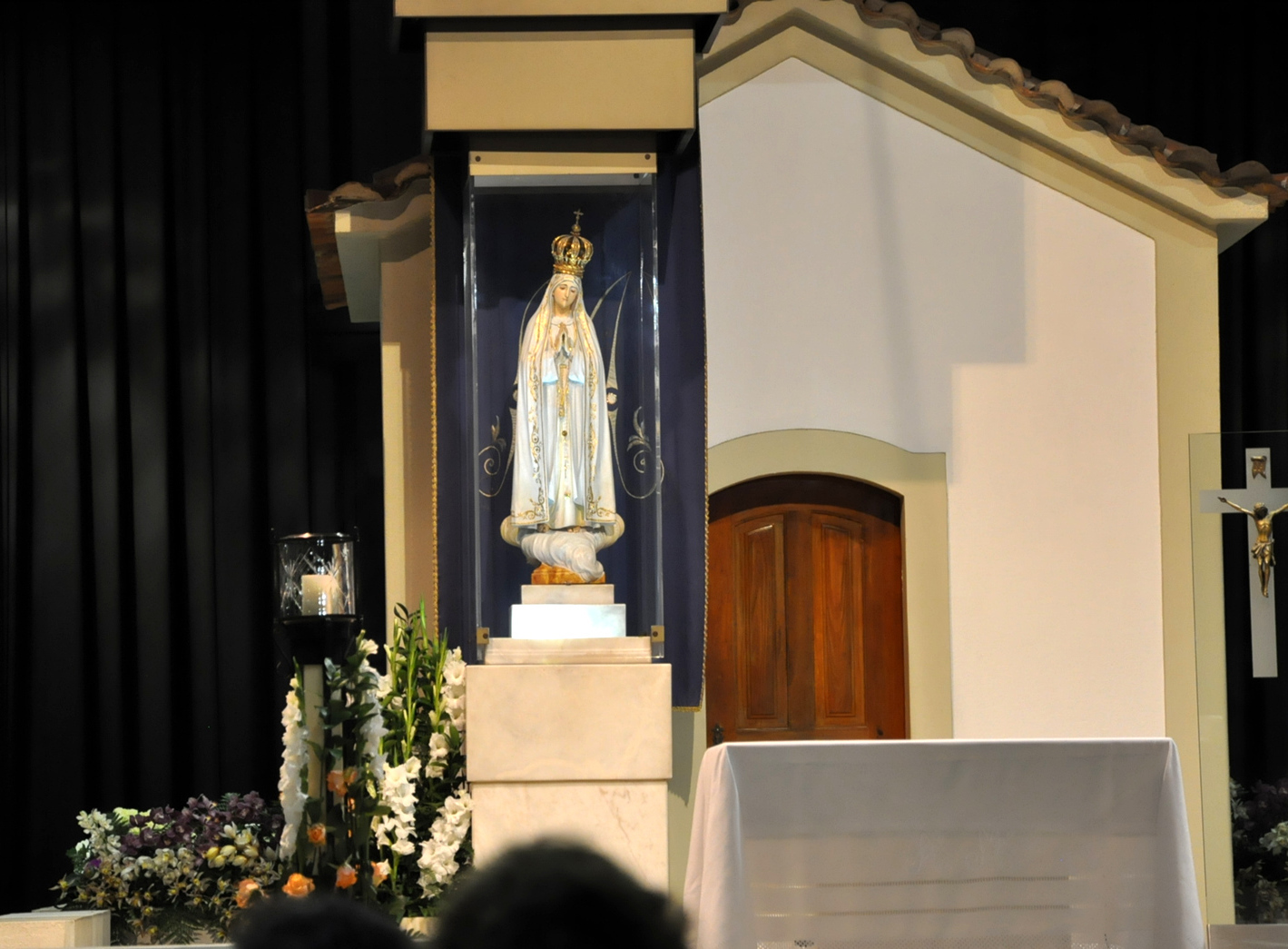
Kapel van Cova da Iria, Fátima.

De herdertjes kregen hierna wat minder tegenstand van hun familie maar men was nog steeds sceptisch. Gevolg was dat zich op 13 juli zo’n vier- à vijfduizend mensen verzamelden op de plek van de verschijning. De verschijning deed zich weer precies om twaalf uur voor. Deze keer zei ze:
 ‘... vooral het rozenhoedje te bidden om beëindiging van de oorlog te verkrijgen. Voeg er extra offers aan toe uit liefde voor Jezus en mijn Onbevlekte Hart’. Ze antwoordt aan Lucia, die haar naam vraagt: ‘In oktober zal ik je zeggen wie ik ben en wat ik verlang, en ik zal een groot wonder doen, opdat de hele wereld je zal geloven. De huidige oorlog loopt ten einde. Maar als er niets gebeurt, zal er onder een volgende paus een veel ergere oorlog uitbreken…
 Om dat te verhinderen kom ik vragen de wereld toe te wijden aan mijn Onbevlekt Hart en elke eerste zaterdag van de maand in mijn naam een oefening van eerherstel te doen. Als men aan mijn verzoek tegemoetkomt, zal Rusland zich bekeren en zal er vrede zijn. Zo niet, dan zal het zijn dwalingen over de wereld verspreiden die oorlogen en kerkvervolgingen zullen veroorzaken. Vele vrome gelovigen zullen gemarteld worden en de paus zal veel te lijden hebben. Volkeren zullen vernietigd worden. Maar uiteindelijk zal mijn Onbevlekt Hart zegevieren.’ Na deze woorden kregen de kinderen een visioen van de hel om hen te laten zien wat het lot was van zovele zondaren, die nooit aan de eeuwigheid dachten.

### Vierde verschijning van Maria

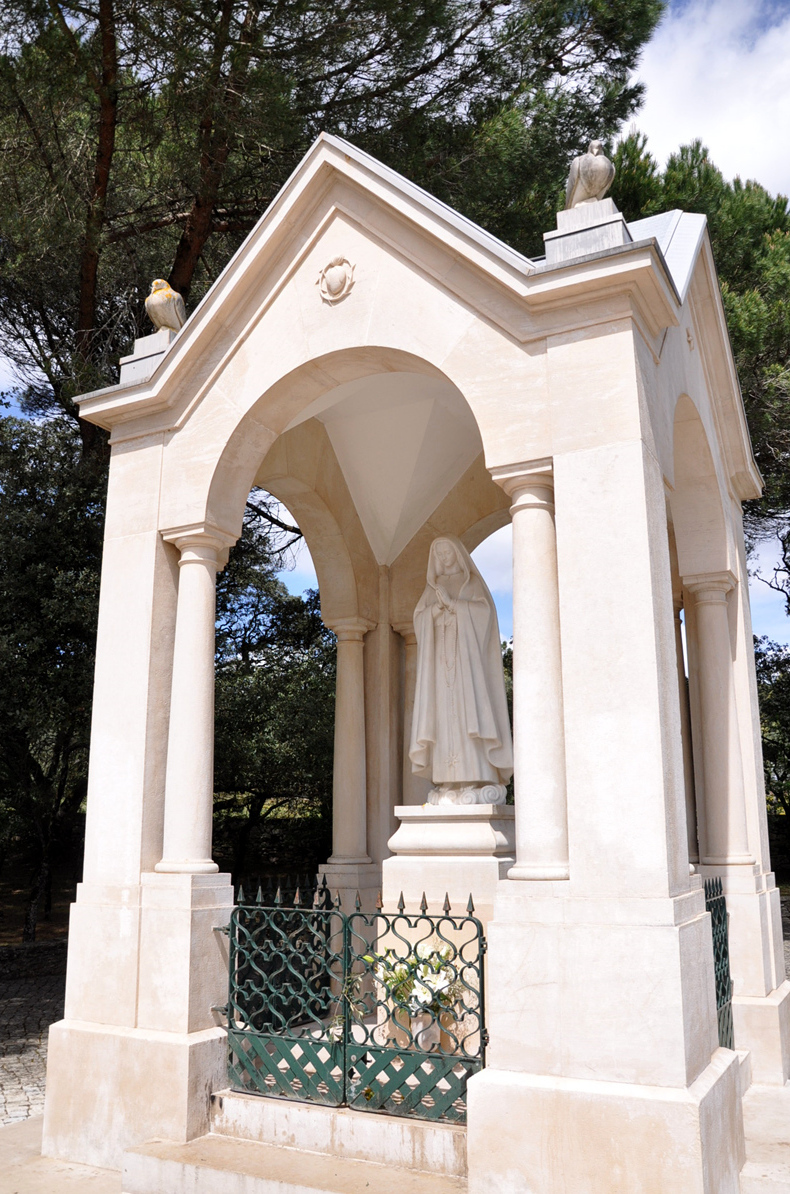
Valinhos, Fátima.

De gebeurtenissen brachten nogal wat op gang; ook de landelijke pers schreef erover. De regionale overheden begonnen zich ermee te bemoeien, en zelfs de Kerk liet zich wantrouwend en sceptisch uit over de vermeende verschijningen aan de herdertjes. Het had echter als resultaat dat het de nieuwsgierigheid prikkelde in heel het land. Zodoende trokken er bij het verwachte bezoek op 13 augustus te Cova da Iria om en nabij de 20.000 mensen naar deze plaats. Op 13 augustus echter werden de drie kinderen door het plaatselijke hoofd van bestuur in zijn huis vastgehouden. Dit gebeurde zelfs op regeringsbevel. Het ‘Hoofd van het District’; Oliveira Santos zoals hij heette, had de kinderen bedrogen, in plaats van hen naar La Cova te brengen had hij hen meegevoerd naar Ourém, de residentie van het district, waar zijn ambtswoning zich bevond. Hij zette de drie onder druk in de hoop dat zij zichzelf of elkaar zouden tegenspreken, maar dat lukte niet. Ook lieten ze zich niet bang maken, zelfs niet onder bedreiging van lijfstraffen. Ze bleven onwrikbaar en vertelden eenvoudig telkens weer op dezelfde natuurlijke manier wat hen was overkomen, als was het de gewoonste zaak van de wereld. Ze werden zelfs naar de gevangenis gebracht en opgesloten. De kinderen knielden en baden met luide stem zodat zelfs de medegevangenen, ontroerd door dit teken van geloof met de kinderen mee begonnen te bidden. Op die 13e augustus stond er een grote menigte te wachten. Maar de kinderen kwamen niet, en ook de Verschijning bleef weg. Ze werden nogmaals verhoord op 15 augustus, echter zonder resultaat, en de onderprefect moest onder druk van verontwaardigde parochianen de kinderen laten gaan.
 Zes dagen later, op 19 augustus, toen de drie alleen waren met hun kudde tussen Aljustrel en de hoogten van Cabeço, verscheen de H. Maagd weer. Zij sprak er haar teleurstelling over uit dat het de kinderen belet was op de 13e te komen. Zij herhaalde de boodschappen van de vorige ontmoetingen: ‘Bid toch, bid veel, breng offers voor de zondaars, want veel zielen gaan naar de hel omdat niemand zich voor hen opoffert of voor hen bidt.’

### Vijfde verschijning van Maria
Op 13 september waren er weer enorm veel mensen ter plaatse, hun aantal werd op 30.000 geschat en er vonden zeer merkwaardige verschijnselen aan de hemel plaats. Duizenden toeschouwers zeiden het allen gezien te hebben: Plotseling verloor de zon haar glans, de lucht kreeg een goudgloed en toen Lucia riep ‘Kijk, daar is zij!’ zag men een schitterende vurige bol van oost naar west langs de hemel zweven en bloembladeren neerdwarrelen die halverwege schenen op te lossen in de lucht. Men trachtte tevergeefs de bloembladeren op te vangen. De bol verspreidde een geweldig licht en gleed weer terug van west naar oost terwijl de kinderen werden omgeven door een witte wolk. De kinderen verklaarden later van dit alles niets gemerkt te hebben: zij zagen alleen de Verschijning. Bij die gelegenheid bracht Lucia de wens van het volk over om op die plek een kapel te bouwen. De Verschijning gaf haar toestemming en beval met nadruk het bidden van de rozenkrans aan om het einde van de oorlog te verkrijgen.

Het verschijnsel van de vallende rozenbladeren werd bestempeld als massa-hallucinatie. Echter, op 13 mei 1918, en nog eens zes jaar later op 13 mei 1924, zou dit verschijnsel zich herhaald hebben. De viceconsul van Portugal in de Verenigde Staten, Antonio Rebello Martins, wist dit op foto vast te leggen waarbij er vlokken zijn te zien op de afdruk.

### Zesde verschijning van Maria

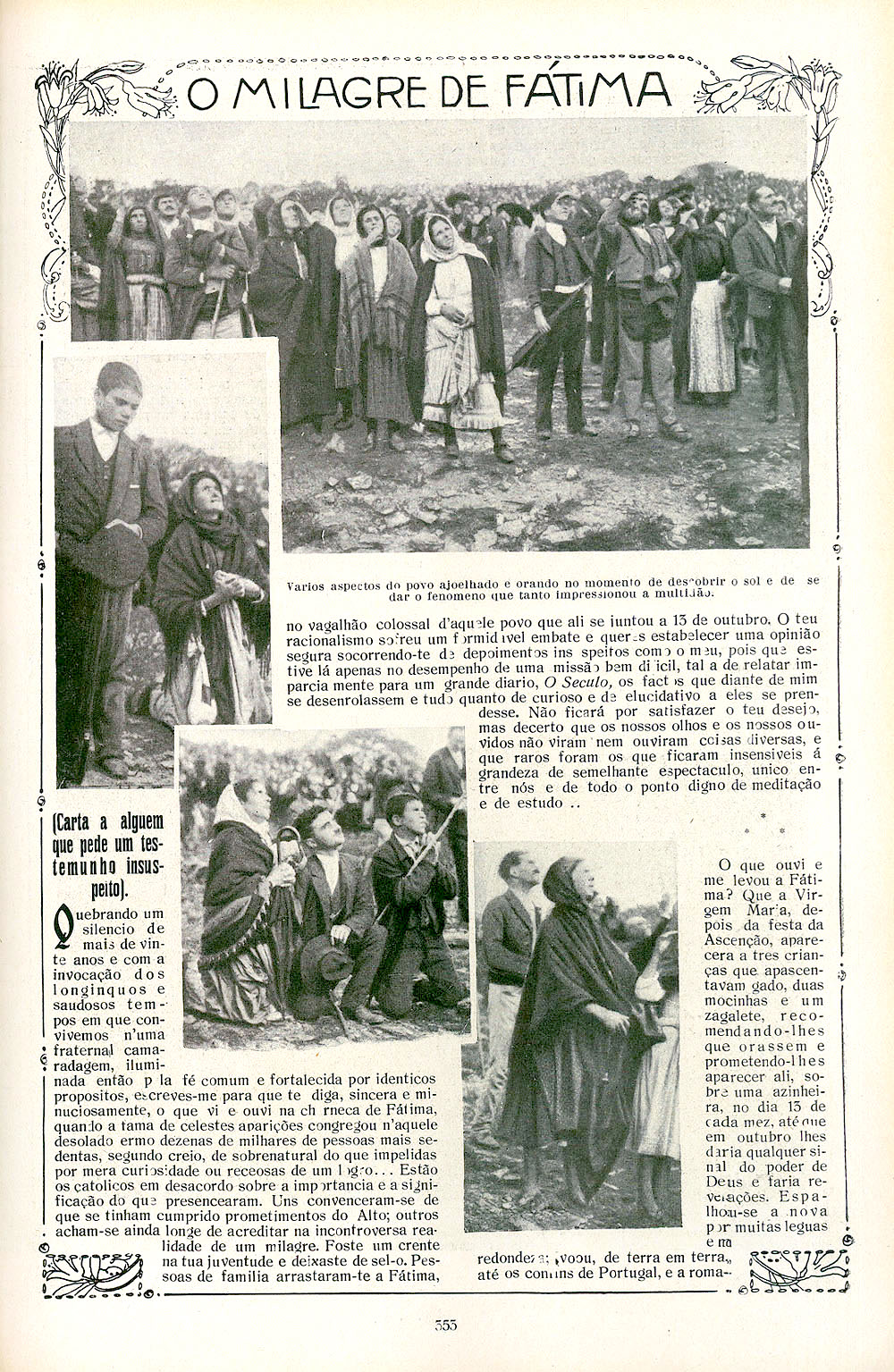
Krantenpagina van Ilustração Portuguesa, 29 oktober 1917, laat foto's zien van de mensenmassa die het 'Zonnewonder' aanschouwen tijdens de laatste verschijning.

Zoals aangekondigd vond op 13 oktober de laatste verschijning plaats. Er was een grote mensenmenigte aanwezig, de schattingen liepen uiteen van 30 à 40.000 (A. de Almeido) tot minimaal 70.000 mensen. Volgens Dr. Joseph Garrett, professor natuurwetenschappen aan de Universiteit van Coimbra, die een berekening maakte liep het aantal zelfs tegen de 100.000. Het regende, het was druilerig en somber weer. De kinderen moesten zich met moeite een weg banen door de opgepakte menigte. Precies om twaalf uur liet de Verschijning zich weer aan de drie kinderen zien. Een kleine lichtwolk daalde neer op het eikenboompje. Lucia riep de mensen op het rozenhoedje te bidden. Op Lucia’s vraag wie zij was, antwoordde de Verschijning:
 ‘Ik ben Onze-Lieve-Vrouw van de Rozenkrans, en ik wil op deze plaats een kapel ter ere van mij.’
 Net als de vorige keren spoorde zij aan tot het dagelijks bidden van het rozenhoedje. Toen zei ze:
 ‘De mensen moeten beter gaan leven; zij moeten vergiffenis vragen voor hun zonden.’
 En dan met bedroefd gezicht:
 'Laten zij toch ophouden Onze-Lieve-Heer te beledigen. Hij is al veel te veel beledigd.'
 De Verschijning had beloofd dat zich bij haar laatste bezoek tekenen zouden voordoen waardoor velen aan de waarheid van de verschijningen zouden gaan geloven. Aanvankelijk waren er regenwolken, maar deze leken op te lossen en de regen hield plotseling op. De zon kwam door en stond als een matzilveren schijf aan het zenit, met een schitterende corona eromheen. Zij begon te beven en te schudden, zij draaide om haar as als een vuurrad en straalde hierbij telkens anders gekleurde lichtbundels uit, zodat het leek alsof de hele aarde achtereenvolgens in een geel, groen, rood, blauw en paars spotlicht werd gezet. Toen stond zij enige ogenblikken stil. Opeens leek het of de zon loskwam van de hemel en zich met sprongen zigzaggend naar de menigte bewoog en op de aarde zou neerkomen. Grote schrik maakte zich van de mensen meester, en zij vielen op hun knieën in de modder. Dit gebeurde drie keer achtereen. Toen de menigte tot zichzelf was gekomen en opgestaan uit de modder, bleek dat geen enkel kledingstuk vochtig was of besmeurd door het slijk. Volgens getuigenverslagen, zoals van Avelino de Almeida, oud-seminarist van Santarém aanwezig als verslaggever van het blad 'O Século': 'Alle aanwezigen bevestigden later zonder uitzondering dat men het echt met eigen ogen had gezien. Nu was het zo dat er voor een deel gelovigen aanwezig waren maar ook enorm veel sceptici die juist waren gekomen omdat ze ervan overtuigd waren niets te zullen zien.' Andere berichten geven aan dat niet iedereen de zon zag 'dansen' maar alleen de kleuren waarnam. Weer anderen (waaronder gelovigen) zagen niets.

## Drie geheimen van Fatima

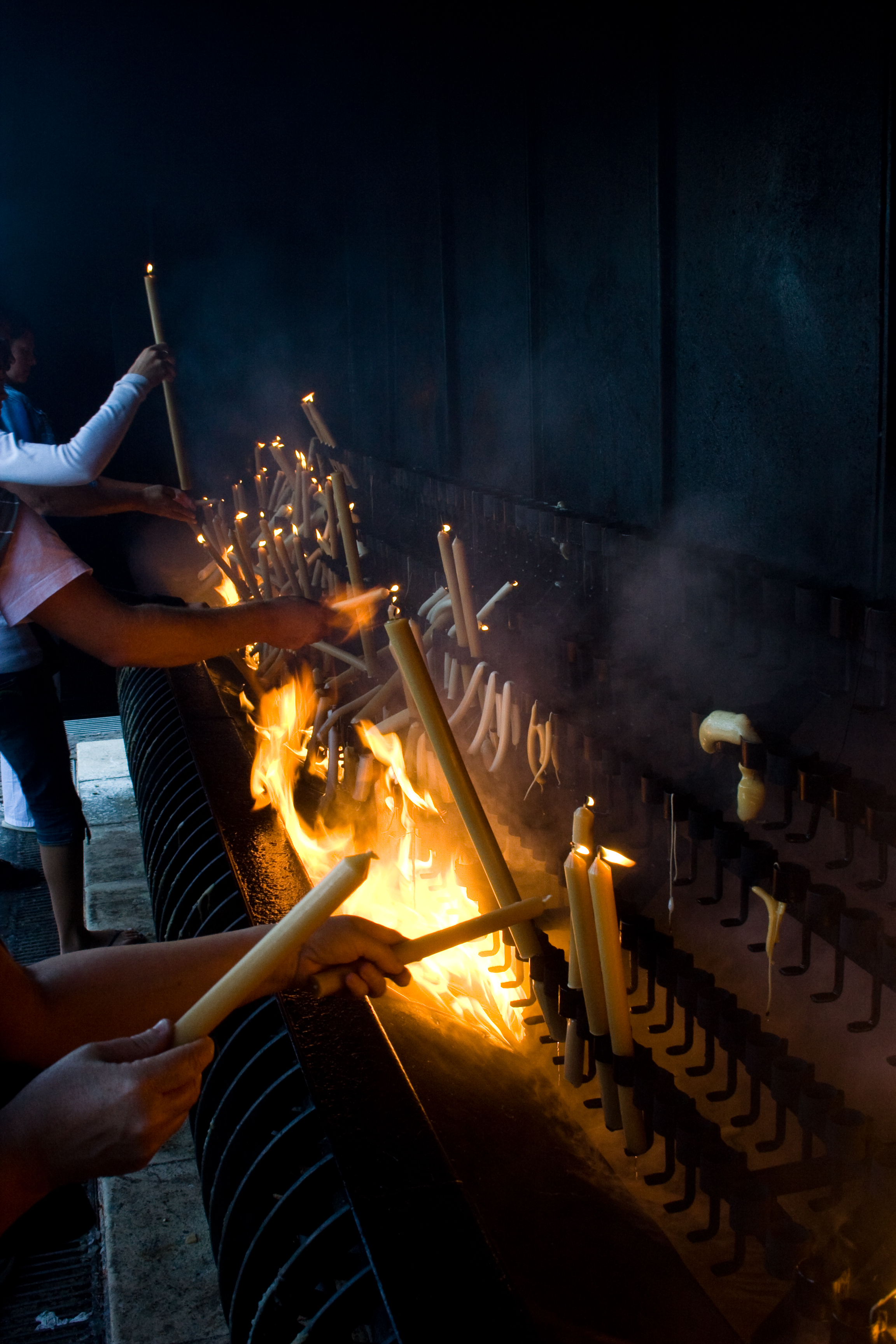
Mensen steken kaarsen aan in Fátima

### Eerste geheim
Maria zou tijdens de verschijningen drie geheimen hebben prijsgegeven. In het eerste geheim beschreef Maria de verschrikkingen van de hel; een onblusbaar vuur waarin de zielen van de zondaars branden. Daarbij voorspelde zij het einde van de Eerste Wereldoorlog en tevens het begin van de Tweede, dat volgens zieneres Lucia ingeluid werd door de buitengewone noorderlichten in 1938.

### Tweede geheim
Ook deed de Maagd Maria een oproep aangaande Rusland. Het land dat enige maanden na de verschijningen verscheurd zou worden door de Russische Revolutie moest toegewijd worden aan het Onbevlekte Hart van Maria door de paus, in eenheid met de katholieke bisschoppen van de wereld. In 1984 wijdde paus Johannes-Paulus II de gehele wereld aan het Onbevlekt Hart van Maria toe. Volgens critici is hiermee niet voldaan aan de wensen van de Verschijning. Nadrukkelijk vraagt Maria om de rozenkrans te bidden.

### Derde geheim
Het derde geheim was lange tijd alleen bekend bij het Vaticaan. Dit geheim zou in 1960 openbaar gemaakt worden door de paus.
Pas in 2000 werd het geheim door Vaticaan-woordvoerder Joáquin Navarro-Valls bekendgemaakt. In het visioen figureert een in het wit geklede bisschop die wordt neergeschoten terwijl hij met het kruis tussen talloze gedode martelaren loopt. Dit visioen verklaart achteraf waarom het derde geheim een profetie was van de aanslag die Mehmet Ali Ağca in 1981 pleegde op paus Johannes Paulus II. Die aanslag vond eveneens plaats op 13 mei en de paus geloofde daarom dat het aan Onze-Lieve-Vrouw van Fátima te danken was dat de kogel in zijn buik, en niet in zijn hoofd terechtgekomen was. Later werd de operatief verwijderde kogel verwerkt in de kroon van het beeld van Maria van Fátima.
Overigens is het derde geheim van Fátima ook wel in verband gebracht met paus Johannes Paulus I, met name door degenen die beweren dat de paus geen natuurlijke dood stierf maar zou zijn omgebracht.
In traditionalistische kringen wordt vaak beweerd dat een deel van het derde geheim dat spreekt over de negatieve lading van het Tweede Vaticaans Concilie opzettelijk is weggelaten bij de bekendmaking ervan.

## Zonnewonder

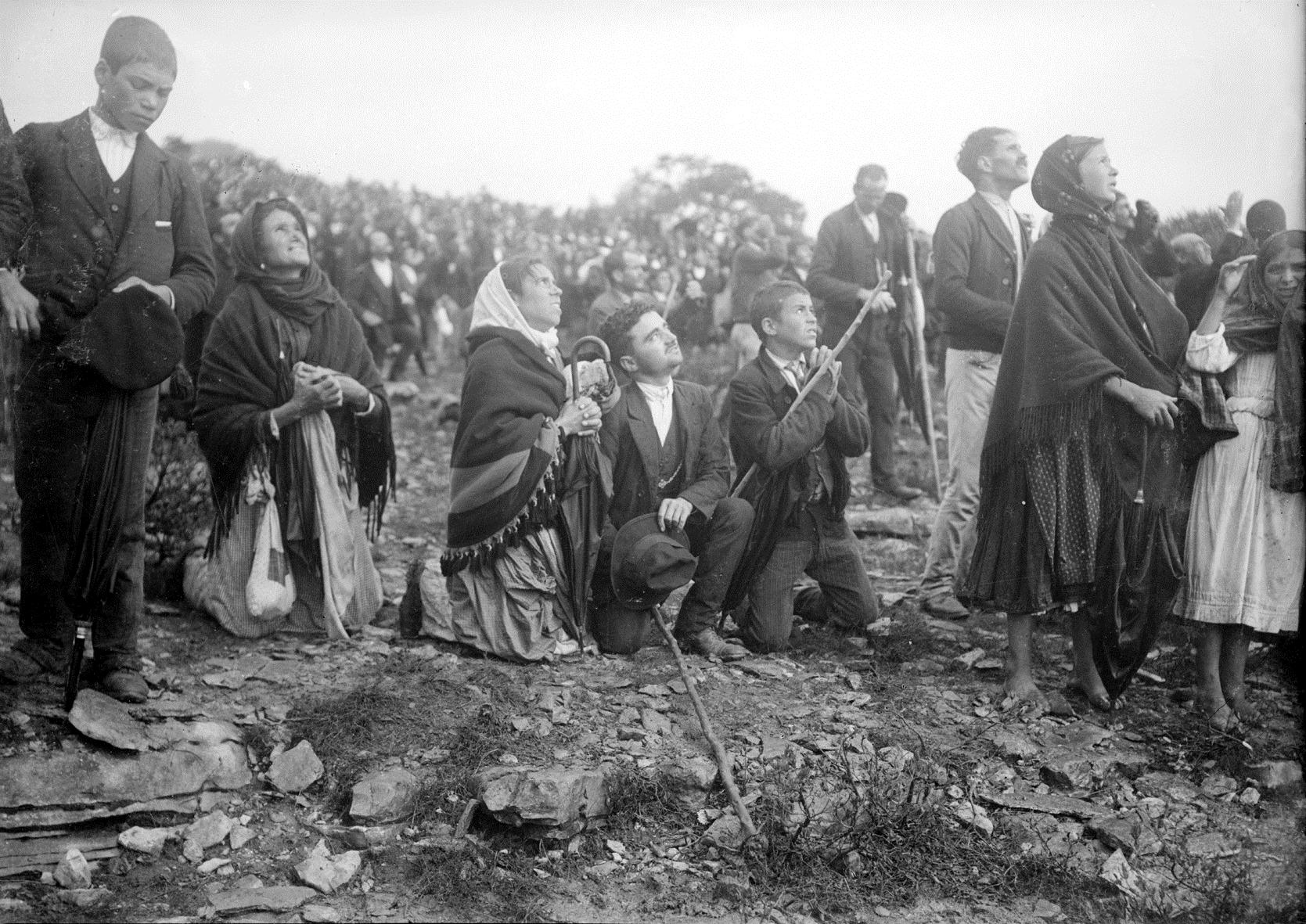
Foto genomen tijdens het 'Zonnewonder' in Fatima op 13 oktober 1917

Op 13 oktober 1917 werd door een menigte van circa 70.000 belangstellenden en nieuwsgierigen een buitengewoon fenomeen waargenomen. De menigte stond verzameld rond de drie herderskinderen die een wonder voorspeld hadden. Volgens de aanwezigen, onder hen ook niet-katholieken, leek de zon plotseling, na het bidden van de rozenkrans, op de menigte neer te storten, maar deinsde op het laatste moment terug. Deze gebeurtenis wordt het Zonnewonder van Fátima genoemd. Latere onderzoekers als Auguste Meessen, professor natuurkunde van de Katholieke Universiteit Leuven en oogartsen als Hope-Ross merken op dat kijken in de zon kan leiden tot bewegende en verkleurde nabeelden op het netvlies. In 1949 werden pelgrims te Heroldsbach in Duitsland aangemoedigd om in de zon te kijken, waarna soortgelijke zonsverschijnselen werden waargenomen.
Een ander deel van het 'zonnewonder' was echter dat voorafgaand aan de dans van de zon er een zware regenbui over de aanwezigen was gevallen en iedereen stond er druipnat bij. Nadat de zon terug op de normale plaats aan de hemel stond, was iedereen droog. Dit maakt dat het zonnewonder, als het echt een wonder was, niet te verklaren lijkt als een spel van nabeelden, doordat de mensen in de zon moesten kijken. Alle 70.000 aanwezigen hebben op hetzelfde moment die zon op zich zien afkomen en hun druipnatte kleren zouden na afloop droog geweest zijn.

## Devotie van de vijf eerste zaterdagen
Toen Lucia in 1925 in Pontevedra was, verscheen Maria haar op een wolk van licht met het Jezuskind aan haar zijde. Zij legde haar hand op de schouder van Lucia en hield in haar andere hand een met doornen gekroond hart. Tegelijkertijd zei het Jezuskind: 'Heb medelijden met het Hart van je Allerheiligste Moeder dat bedekt is met doornen waarmee ondankbare mensen het ieder ogenblik doorboren met godslasteringen en ondankbaarheid'
Daarna zei Maria tot Lucia: 'Zie, mijn dochter, zie mijn Hart omgeven van doornen, door de mensen onophoudelijk gekwetst. Troost jij mij tenminste en maak mijn belofte bekend: Ik zal allen die gedurende vijf maanden achtereen op de eerste zaterdag (van de maand) biechten, de H. Communie ontvangen, de rozenkrans bidden en mij 15 minuten gezelschap houden om de 15 mysteries van de rozenkrans te overwegen, met de bedoeling mij te troosten, in het uur van hun dood bijstaan met de nodige genaden voor de redding van hun zielen.'
Twee maanden later op 15 februari 1926 verscheen het kindje Jezus opnieuw aan Lucia en moedigde haar aan de devotie tot het Heilig Hart van Maria te verspreiden, ongeacht de moeilijkheden waarop haar biechtvader haar gewezen had. Lucia wees op de moeilijkheden die sommige mensen ondervonden om op de eerste zaterdag van de maand te biechten. Ze vroeg of men ook acht dagen voor of na de eerste zaterdag te biechten mocht gaan. Jezus zei haar toen 'Ja, de biecht mag zelfs langer geleden zijn, op voorwaarde dat men, als men Mij ontvangt, in staat van genade is en men de bedoeling heeft het Onbevlekt Hart van Maria te troosten.'

## Trivia
- In het Belgische dorp Pulle in de provincie Antwerpen bevindt zich een klein gelijknamig bedevaartsoord.[6]
- In de Vlaams-Brabantse plaats Tremelo is een beeld en een gebedsplaats van OLV van Fátima gewijd.
- In de West-Vlaamse badplaats De Panne bevat de Onze-Lieve-Vrouwekerk een crypte ter ere van OLV van Fátima.